# Нагасаки (аэропорт)

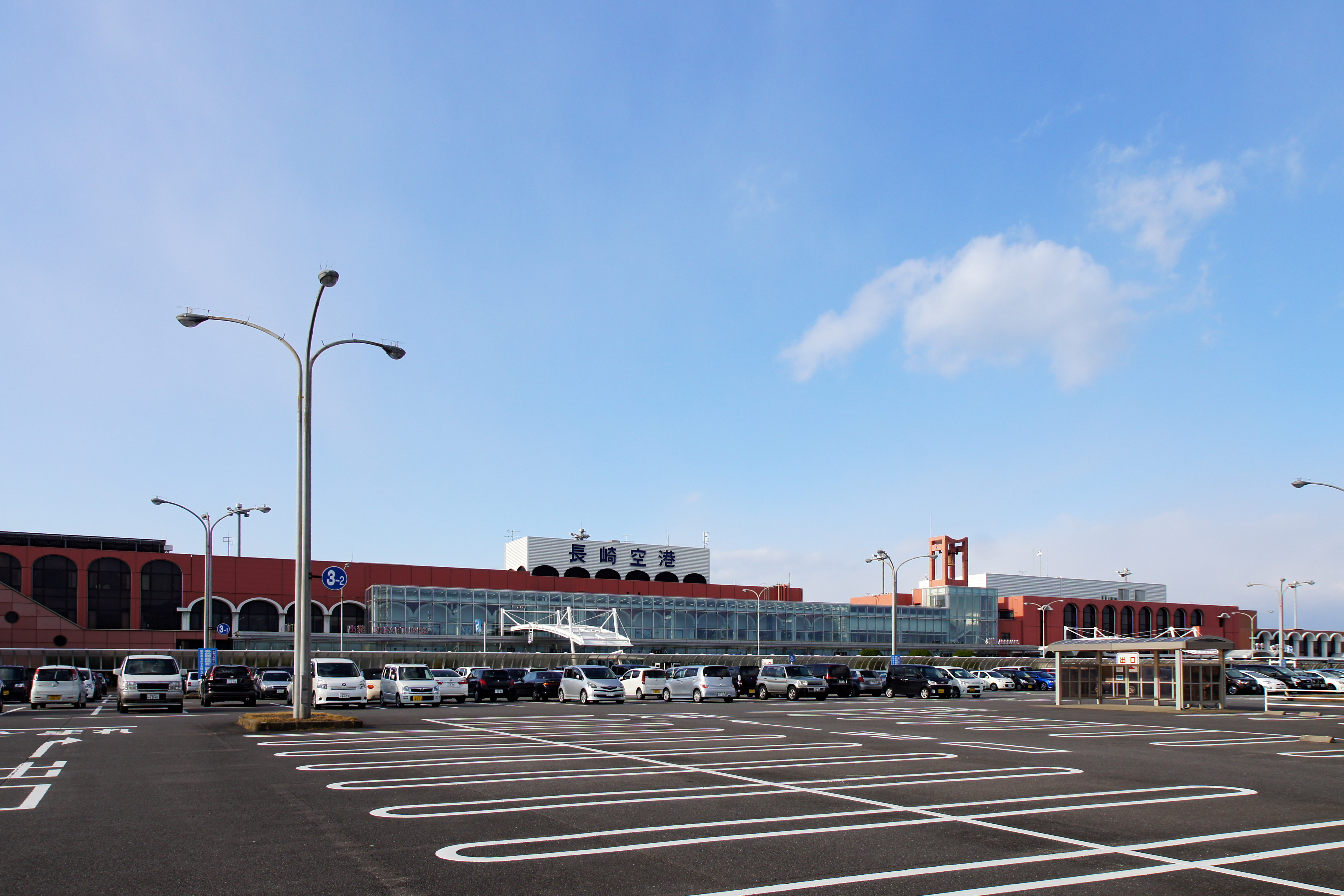
Аэропорт Нагасаки

Аэропо́рт Нагаса́ки (яп. 長崎空港) (IATA: NGS, ICAO: RJFU) — международный узловой аэропорт в городе Омура (префектура Нагасаки, Япония). Расположен в 18 км к северо-востоку от Нагасаки, является одним из крупнейших аэропортов в регионе Кюсю.
Терминал аэропорта и взлетно-посадочная полоса 14/32 находятся на искусственно острове, а короткая взлетно-посадочная полоса 18/36 (в настоящее время используется морскими силами самообороны Японии для полета вертолетов) находится на острове Кюсю.

## История
Военный аэродром в Нагасаки  был открыт в 1923 году. С 1955 года он стал использоваться совместно военной и гражданской авиацией.
Действующие взлетно-посадочная полоса и терминал на острове Миносима были открыты 1 мая 1975 года. Тогдаже аэропорт получил своё нынешнее название (до этого назывался аэропортом Омуры). Хотя аэропорт Нагасаки внешне похож на другие островные аэропорты Японии (Кансай, Кобе, Китакюсю и Тюбу), остров до его строительства имел другой ландшафт, например, были выравнены холмы и искусственно увеличена территория острова с 0,9 до 1,54 квадратных километров. С материком остров соединяется 970 метровым мостом.

## Статистика
Данные из запроса в Викиданные.
| Год  | Число пассажиров |
| ---- | ---------------- |
| 1998 | 3,090,345        |
| 1999 | 3,056,828        |
| 2000 | 2,958,058        |
| 2001 | 2,846,646        |
| 2002 | 2,853,510        |
| 2003 | 2,834,289        |
| 2004 | 2,637,308        |

## Наземный транспорт
Некоторые компании предоставляют возможность забронировать автобус до аэропорта из Нагасаки, Симабары, Сасебо и других близлежащих городов. 